# Peter Russo
Peter Russo è un personaggio della serie televisiva House of Cards - Gli intrighi del potere, interpretato da Corey Stoll.

## Descrizione
Peter è originario di Pittsburgh e ha deciso di candidarsi in politica per aiutare la sua gente, in particolare molti dei suoi amici e conoscenti che lavorano nella locale base navale. Eletto deputato al Congresso nel I Distretto della Pennsylvania, Peter si lascia corrompere dal prestigioso incarico e inizia a condurre uno stile di vita tutt'altro che irreprensibile: droghe e frequentazioni con prostitute mal si conciliano con il ruolo politico assunto e lo rendono inaffidabile agli occhi dei colleghi.
Divorziato e con due figli piccoli, Peter ha una relazione di diversi mesi con la sua segretaria Christina Gallagher che vorrebbe avere un rapporto più maturo e importante.

## Storia del personaggio

### Prima stagione
Peter viene arrestato per guida in stato di ebbrezza mentre è in compagnia di una prostituta di nome Rachel: la polizia lo libera senza incriminazioni per ordine del deputato Frank Underwood, il quale ha deciso di prenderlo sotto la sua ala protettrice ed è stato determinante per la sua elezione a deputato. Frank obbliga Peter a diventare il suo galoppino personale, altrimenti metterà alla berlina le sue pessime abitudini di vita. Peter viene costretto dai vertici del partito a non opporsi alla chiusura della base navale del suo distretto, venendo meno così all'impegno solenne assunto coi suoi elettori. Disperato per le offese pesanti ricevute via mail, Peter si presenta a casa di Frank e Claire in stato di ubriachezza. Il deputato lo ospita per la notte, ponendolo però di fronte a un dilemma: farla finita, suicidandosi con una lametta nella vasca da bagno, oppure diventare l'abile politico che non ha mai voluto essere, partecipando alla corsa per diventare governatore della Pennsylvania. Dopo una notte di riflessione, Peter accetta la seconda opzione.
Russo deve affrontare un duro percorso di redenzione: Frank assume il pieno controllo della sua campagna elettorale e procede attraverso il suo assistente Doug Stamper a una profonda pulizia dell'immagine pubblica di Peter, mandandolo agli Alcolisti Anonimi per rompere col suo passato e lanciarlo verso il futuro da governatore. Nonostante qualche difficoltà iniziale a fare i conti coi vizi che furono, Peter riesce a ricucire il rapporto coi suoi elettori e a ottenere l'endorsement di Jim Matthews, il 48º Vicepresidente degli Stati Uniti, che aveva lasciato la carica di governatore della Pennsylvania per entrare nell'amministrazione di Garret A. Walker. Tuttavia, Underwood vuole costringere Peter a ritirarsi dalla campagna perché mira al posto di Vicepresidente occupato da Matthews: infatti, se Peter esce dalla corsa, Matthews sarà costretto a prenderne il posto per evitare una sconfitta pesante al partito, e Frank si potrà fare avanti col Presidente Walker per diventare il suo nuovo vice.
Vittima di un inganno che coinvolge anche la prostituta Rachel per farlo ubriacare nell'imminenza di un'intervista elettorale, Peter si lascia prendere dallo sconforto per una sconfitta certa: Frank pregusta il suo ritiro, ma Russo ha un ultimo lampo di coraggio e vuole andare stoicamente incontro alla sconfitta. Una decisione quest'ultima che gli costerà la vita: Underwood decide infatti di toglierlo di mezzo, lasciandolo morire in macchina col motore acceso, e mascherandolo come un caso di suicidio.
Però Zoe Barnes, la giornalista con cui Frank intrattiene una relazione, non si lascia persuadere, e inizia a indagare per far luce sulla sua morte, andando incontro anche lei a una tragica fine.

### Quarta stagione
Quando Frank, colpito a morte da una pallottola di Lucas Goodwin, va in coma, Zoe Barnes e Peter gli appaiono in sogno, simboli delle sue colpe. Essendo stati le sue prime vittime, Zoe e Peter rappresentano, per l'inconscio di Underwood, l'inizio della sua discesa infernale.